# Campeonato de Flandes 2018
La 103.ª edición de la clásica ciclista Campeonato de Flandes (nombre oficial: Kampioenschap van Vlaanderen) se celebró en Bélgica el 14 de septiembre de 2018 sobre un recorrido de 186 kilómetros con inicio y final en la ciudad de Koolskamp en la provincia de Flandes Occidental.
La carrera formó parte del UCI Europe Tour 2018, dentro de la categoría 1.1.
La carrera fue ganada por el corredor neerlandés Dylan Groenewegen del equipo LottoNL-Jumbo, en segundo lugar John Degenkolb (Trek-Segafredo) y en tercer lugar Jasper Stuyven (Trek-Segafredo).

## Equipos participantes
Tomaron parte en la carrera 20 equipos: 4 de categoría UCI ProTeam; 9 de categoría Profesional Continental; 7 de categoría Continental. Formando así un pelotón de 138 ciclistas de los que acabaron 135. Los equipos participantes fueron:
| WorldTeams (4)- Lotto NL-Jumbo - Lotto Soudal - Katusha-Alpecin - Trek-Segafredo Equipos continentales profesionales (9)- Direct Énergie - Israel Cycling Academy - Roompot-Nederlandse Loterij - Sport Vlaanderen-Baloise - Fortuneo-Samsic - Vérandas Willems-Crelan - Vital Concept - Wanty-Groupe Gobert - WB-Aqua Protect-Veranclassic Equipos continentales (7)- Cibel-Cebon - Team Joker Icopal - Roubaix Lille Métropole - SEG Racing Academy - Tarteletto-Isorex - Vlasman Track/Road Continental - BEAT Cycling Club |
| |

## Clasificación final
- Las clasificaciones finalizaron de la siguiente forma:[3]

| \| Clasificación general \| Clasificación general \| Clasificación general \| Clasificación general \| Clasificación general \| \| Ciclista \| Ciclista \| Equipo \| Tiempo \| \| \| --------------------- \| --------------------- \| ---------------------------- \| --------------------- \| --------------------- \| \| 1.º \| Dylan Groenewegen \| LottoNL-Jumbo \| 4 h 14 min 33 s \| \| \| 2.º \| John Degenkolb \| Trek-Segafredo \| + 0 s \| \| \| 3.º \| Jasper Stuyven \| Trek-Segafredo \| + 0 s \| \| \| 4.º \| Emiel Vermeulen \| Roubaix Lille Métropole \| + 0 s \| \| \| 5.º \| Bram Welten \| Fortuneo-Samsic \| + 0 s \| \| \| 6.º \| Jonas Van Genechten \| Vital Concept \| + 0 s \| \| \| 7.º \| Baptiste Planckaert \| Katusha-Alpecin \| + 0 s \| \| \| 8.º \| Kenny Dehaes \| WB-Aqua Protect-Veranclassic \| + 0 s \| \| \| 9.º \| Sean De Bie \| Verandas Willems-Crelan \| + 0 s \| \| \| 10.º \| Yoeri Havik \| Vlasman CT \| + 0 s \| \| |                     |                              |                 |
| |                     |                              |                 |
| Fuente: ProCyclingStats |                     |                              |                 |
| Clasificación general |                     |                              |                 |
| Ciclista | Ciclista            | Equipo                       | Tiempo          |
| 1.º | Dylan Groenewegen   | LottoNL-Jumbo                | 4 h 14 min 33 s |
| 2.º | John Degenkolb      | Trek-Segafredo               | + 0 s           |
| 3.º | Jasper Stuyven      | Trek-Segafredo               | + 0 s           |
| 4.º | Emiel Vermeulen     | Roubaix Lille Métropole      | + 0 s           |
| 5.º | Bram Welten         | Fortuneo-Samsic              | + 0 s           |
| 6.º | Jonas Van Genechten | Vital Concept                | + 0 s           |
| 7.º | Baptiste Planckaert | Katusha-Alpecin              | + 0 s           |
| 8.º | Kenny Dehaes        | WB-Aqua Protect-Veranclassic | + 0 s           |
| 9.º | Sean De Bie         | Verandas Willems-Crelan      | + 0 s           |
| 10.º | Yoeri Havik         | Vlasman CT                   | + 0 s           |

## UCI World Ranking
El Campeonato de Flandes otorga puntos para el UCI WorldTour 2018 y el UCI World Ranking, este último para corredores de los equipos en las categorías UCI WorldTeam, Profesional Continental y Equipos Continentales. Las siguientes tablas son el baremo de puntuación y los corredores que obtuvieron puntos:
| Posición              | 1.ª | 2.ª | 3.ª | 4.ª | 5.ª | 6.ª | 7.ª | 8.ª | 9.ª | 10.ª |
| Clasificación general | 125 | 85  | 70  | 60  | 50  | 40  | 35  | 30  | 25  | 20   |

| 1.º  | Dylan Groenewegen   | LottoNL-Jumbo                  | 125 |
| 2.º  | John Degenkolb      | Trek-Segafredo                 | 85  |
| 3.º  | Jasper Stuyven      | Trek-Segafredo                 | 70  |
| 4.º  | Emiel Vermeulen     | Roubaix Lille Métropole        | 60  |
| 5.º  | Bram Welten         | Fortuneo-Samsic                | 50  |
| 6.º  | Jonas Van Genechten | Vital Concept                  | 40  |
| 7.º  | Baptiste Planckaert | Katusha-Alpecin                | 35  |
| 8.º  | Kenny Dehaes        | WB-Aqua Protect-Veranclassic   | 30  |
| 9.º  | Sean De Bie         | Vérandas Willems-Crelan        | 25  |
| 10.º | Yoeri Havik         | Vlasman Track/Road Continental | 20  |